# Johann Havelandt
Johann Havelandt (* 16. November 1609 in Brandenburg an der Havel; † 9. Oktober 1676 in Bergedorf) war ein deutscher Jurist und Ratssekretär der Hansestadt Lübeck.

## Leben
Johann Havelandt war der Sohn des Rektors und späteren Ratsherren in Brandenburg Caspar Havelandt und dessen Frau Margarita (geb. Cruger, verh. 1601). Er studierte ab 1629 Rechtswissenschaften an den Universitäten in Frankfurt/Oder, 1631 Wittenberg und ab 1636 in Rostock. Er schloss seine Studien als Lizentiat beider Rechte ab, welchen Grad er sich vermutlich 1637 erwarb. Er gehörte als Begleiter und Reisesekretär Delegationen der Städte Bremen, Hamburg und Lübeck nach Stockholm, Dänemark und England an, wo er sich bewährte. Dies war ausschlaggebend, dass der Rat der Hansestadt Lübeck ihn 1645 zum Ratssekretär bestellte. Nach dem Ableben von Hinrich Balemann rückte er 1657 an dessen Stelle zum Protonotar auf. Er verstarb während der Michaelisvisitation 1676 im beiderstädtischen Amt Bergedorf an einem Schlaganfall. Havelandt wurde in der Lübecker Marienkirche bestattet. Seine Leichenrede verfasste der Rektor des Katharineums zu Lübeck Abraham Hinckelmann.
Havelandt hatte sich am 16. Oktober 1637 mit Catharina Braunjohan, der Tochter des Ratssekretärs Johan Braunjohan verheiratet.